# Arroyito de las Flores (Arroyo Maestre Campo)
Der Arroyito de las Flores ist ein Fluss in Uruguay.
Er verläuft auf dem Gebiet des Departamentos Durazno. Er mündet als rechtsseitiger Zufluss im Oberlauf in den Arroyo Maestre Campo.